# Schloss Paszkówka

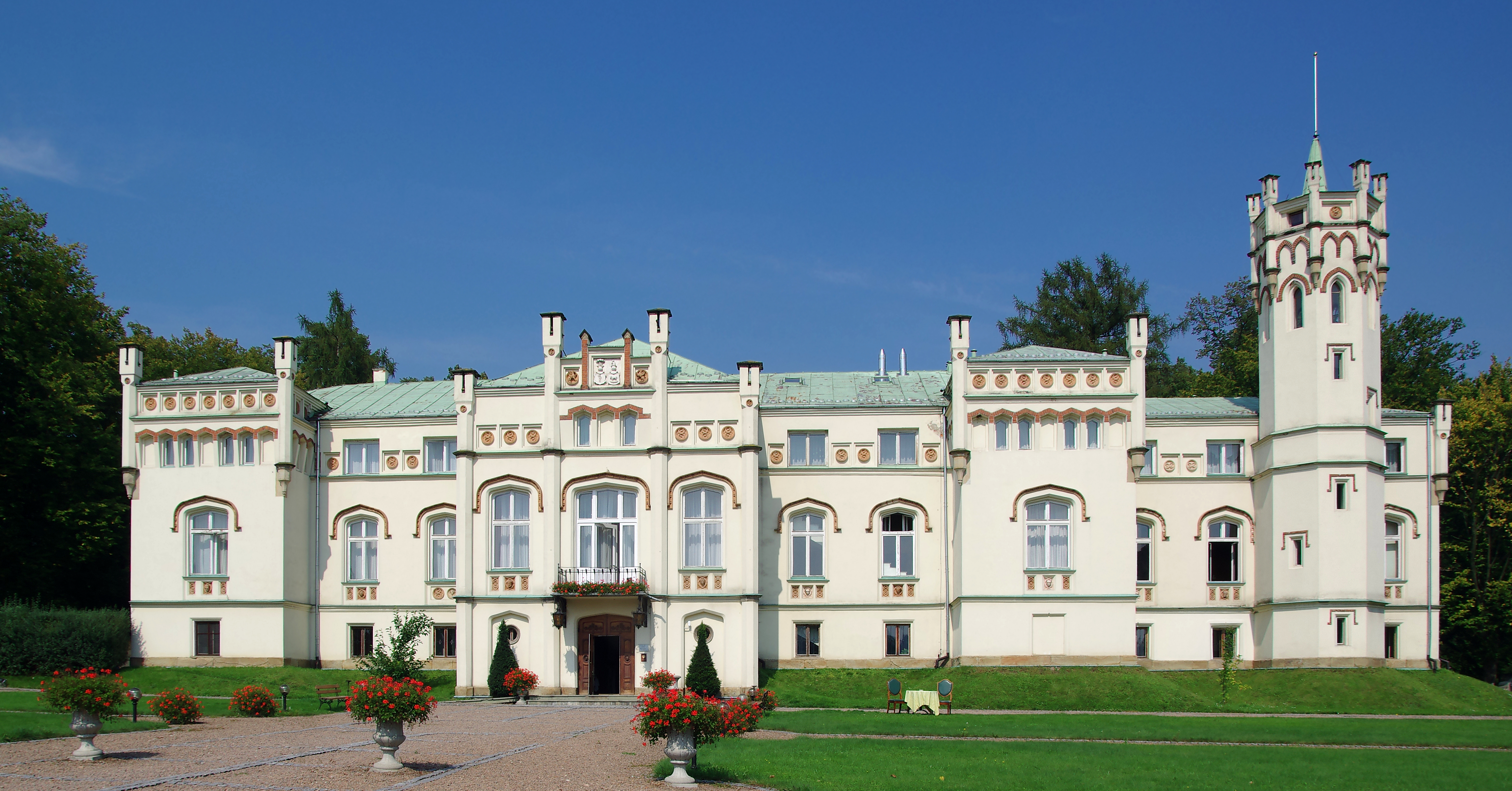
Gartenansicht

Das Schloss Paszkówka (polnisch: Pałac w Paszkówce) ist ein Schloss in Paszkówka unweit von Wadowice in dem Gebirgszug des Pogórze Wielickie. Es wurde von dem Adelsgeschlecht der Wężyk errichtet.

## Geschichte
Im Hochmittelalter gehörte der Ort dem Adelsgeschlecht der Radwanici. Im 14. Jahrhundert kam er an die Paszkowski. Von der mittelalterlichen Burg ist jedoch nichts mehr erhalten. Im 19. Jahrhundert erwarben die Wężyk den Ort. Leonard Wężyk gab 1865 den Bau des neugotischen Palais in Auftrag. Nach seiner Fertigstellung blieb er bis zum Zweiten Weltkrieg im Besitz der Familie. In der Volksrepublik Polen wurde das Schloss verstaatlicht und blieb bis 1997 im Eigentum des Fiskus, als er von Investoren aus den USA erworben wurde. Diese betrieben im Schloss ein Hotel.